# Stan Van Den Eynde
Stanley Adolf Hubert Winifred Van Den Eynde (ur. 3 października 1909 w Rotterdamie, zm. 18 listopada 1994 w Antwerpii) – belgijski piłkarz grający na pozycji pomocnika. Był reprezentantem Belgii.

## Kariera klubowa
Przez całą swoją piłkarską karierę Van Den Eynde był związany z klubem Beerschot VAC, w którym w sezonie 1929/1930 zadebiutował w pierwszej lidze belgijskiej. Wraz z Beerschotem wywalczył wicemistrzostwo Belgii w sezonie 1936/1937. Z kolei w sezonach 1937/1938 i 1938/1939 został mistrzem Belgii. W 1939 roku zakończył karierę.

## Kariera reprezentacyjna
W reprezentacji Belgii Van Den Eynde zadebiutował 3 maja 1931 roku w wygranym 4:2 towarzyskim meczu z Holandią, rozegranym w Antwerpii. W kadrze Belgii grał w eliminacjach do MŚ 1934 i do MŚ 1938. Od 1931 do 1938 roku rozegrał 26 meczów i strzelił 9 goli w kadrze narodowej.